# コンチネンタル・オートモーティブ
コンチネンタル・オートモーティブ株式会社 (Continental Automotive Corporation) は、タイヤ及び総合自動車部品メーカーの多国籍企業であるドイツのコンチネンタルの日本支社であり、ブレーキ摩擦材市場で世界最大手である日清紡との共同出資で設立された合弁企業である。旧名はコンチネンタル・テーベス株式会社 (Continental Teves Corporation) 。
事業内容は、自動車関連ブレーキシステムの開発・設計・製造・販売。日清紡の生産ラインを生かし、日本での一貫生産体制を構築している。
立場的には、コンチネンタル・オートモーティブ・システムズ（コンチネンタル社の自動車関連システム部門）の日本拠点である。コンチネンタル・オートモーティブ・システムズ・ジャパン株式会社（CAJ, 旧・シーメンスVDOオートモーティブ）との協調体制を主導している。

## 略歴
- 2000年12月 - コンチネンタル社と日清紡の共同出資でコンチネンタル・テーベス株式会社設立。
- 2001年4月 - マツダ傘下のブレーキ部品メーカーである辰栄工業とシンテック2社の経営権を取得。
- 2003年6月 - 長野日本無線のABS事業を24億円で買収。
- 2006年
  - 7月 - コンチネンタル社が米モトローラ社の自動車エレクトロニクス部門を取得。
  - 12月 - 横浜市神奈川区へ本社移転。
- 2007年
  - 7月 - コンチネンタル社が独シーメンスの自動車電子部品部門（シーメンスVDOオートモーティブAG）を取得。
  - 8月 - 横浜R&Dセンター（コンチネンタル・エンジニアリング・センター）開設。
  - 9月 - コンチネンタル・オートモーティブ株式会社に社名変更。
- 2019年 - 国内自動車業界で初めて、無人運転車両の車両ナンバーを取得。またパワートレイン部門の独立に伴い、ヴィテスコ・テクノロジーズ・ジャパン株式会社を設立。
- 2020年 - 統合コックピットの開発で、パイオニア社と戦略的パートナーシップを締結。

## 主要製品群
コンチネンタルを参照。